# 名鉄9500系電車
名鉄9500系電車（めいてつ9500けいでんしゃ）は、名古屋鉄道（名鉄）が2019年（令和元年）12月から運用している通勤形電車である。
本項では、4両編成の9500系電車のほか、同一設計で2両編成の9100系電車についても記述する。

## 概要
名鉄では2008年に運転開始した4000系以来11年ぶりに投入された新型車両。名鉄で初めて防犯カメラや一般車にWi-Fi設備が搭載された電車となっている。なお、Wi-Fi設備に関しては2023年3月までに取り外されている。

## 導入経緯
本系列は旧式車両（5700系、6000系など）の置き換え（車両置き換えによる扉配置の統一、ロングシート化及び一部中間車の先頭車化）を目的に製造された通勤型車両である。2017年（平成29年）より仕様検討が開始され、2019年度の設備投資計画で16両（4両編成・4編成）の製造が発表された。運用車両統一のため車両構造は3300系に準拠したものとし、各所に時代に合わせた改良を施している。2019年度の新造は4両編成のみとしたが、中間車編成を抜いた各先頭車2両による2両編成の構成も容易な設計となっており、2020年度には本系列の2両編成版である9100系が試運転を経て営業運転を開始した。

## 車体構造

### 外観
片側3扉の日本車輌製造製ステンレス製車両で、日車式ブロック工法車体が採用された。先頭部は衝突安全性と変形時の保守性向上のため普通鋼製となっている。車体はレーザー溶接を採用し、ひずみの少ない美しい外板となっている。
乗降扉は幅1,300mm の両開き式で、開閉時にLED式の車側灯が点灯する。戸閉め装置はラック・ピニオン型電気式ドアエンジンを採用している。戸閉保安機能と戸挟み検知機能を備え、車内保温のためのドアカットを行う2/3扉締切機能もある。側窓は連結部（フリースペース側を除く）のみ上面一部が開閉可能で、他は固定窓である。前面および側面に備える行先表示器はフルカラーLED式を採用している。
先頭部にはM式自動解結装置付の自動密着連結器を備える。ベースとなる3300系のうち、2015年度以降に製造された編成は車体前面下部やスカート（排障装置）にもスカーレット塗装を施していたが、本系列では先頭部におけるスカーレットの使用範囲を車体前面から側面の乗務員扉付近まで拡大している。前照灯（前部標識灯）は横8粒のLED照明を縦3段に斜め状に配し、減光時は上段のみが点灯する。標識灯は前照灯を縁取るように配置され、シャープな印象を与える外観デザインとなっている。2024年度増備編成からは連結運転時の常時通り抜けを想定した貫通扉の構造変更が行われ、先頭部のデザインが大幅に変化した。
パンタグラフはシングルアーム式のPT7118-Bで、動力車のモ9550形およびモ9600形に各1基搭載している。
台車はさまざまな回転半径の線形での用途を考慮して、あえてボルスタ付き台車を採用している。制御機器はVVVFインバータ制御機器の半導体素子にSiC (炭化ケイ素)を採用している。

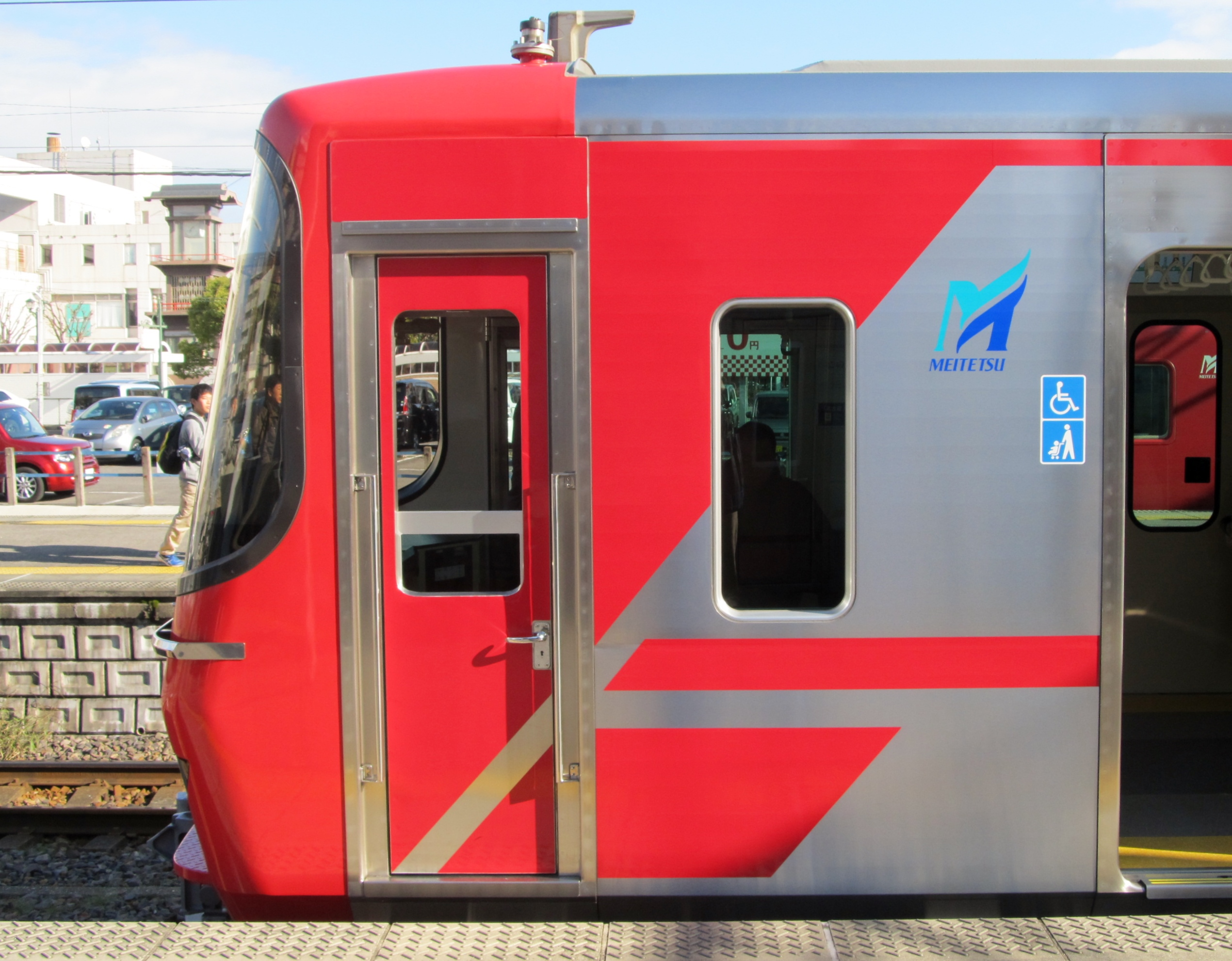
先頭部の側面デザイン
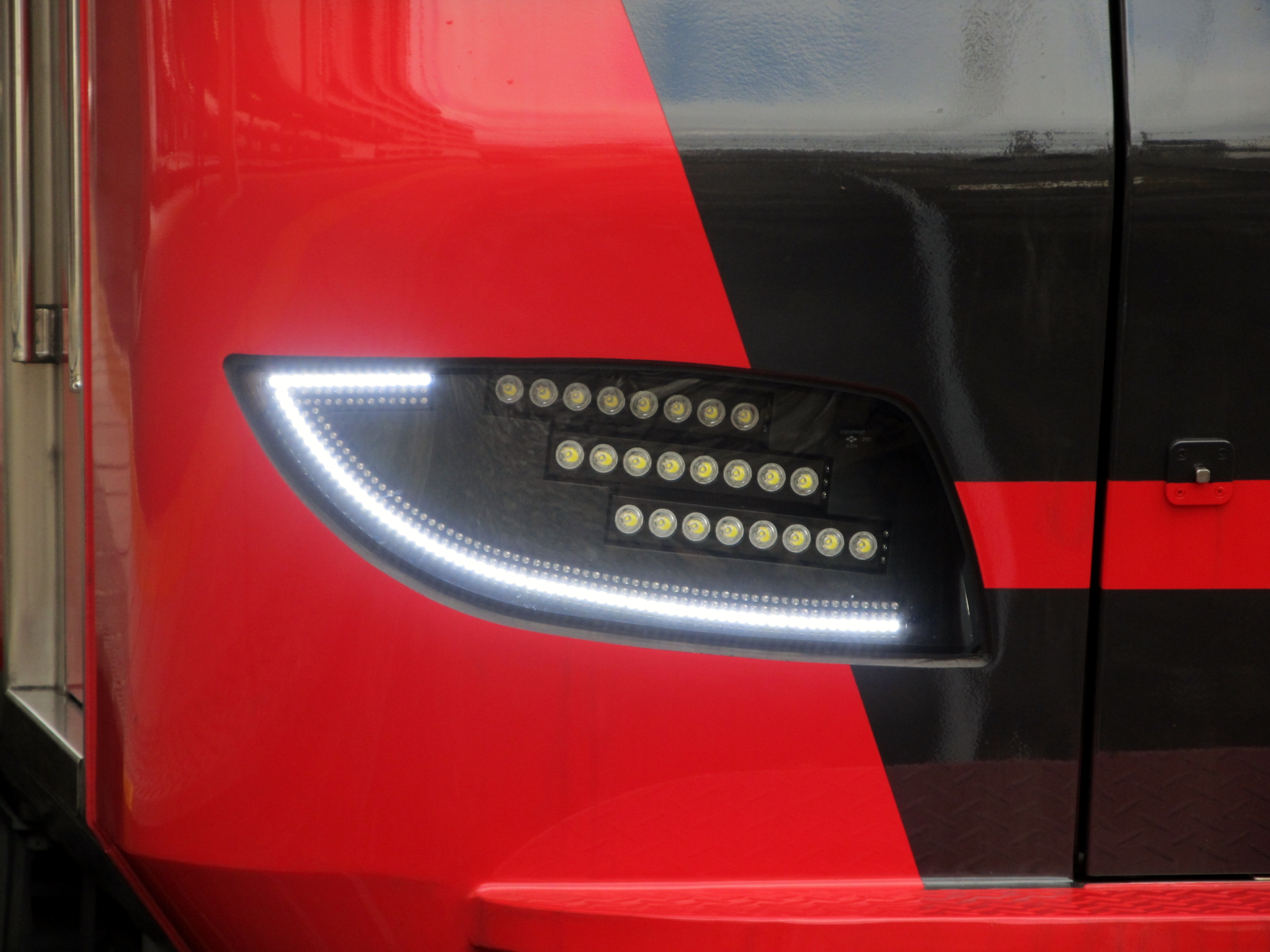
前部標識灯・標識灯
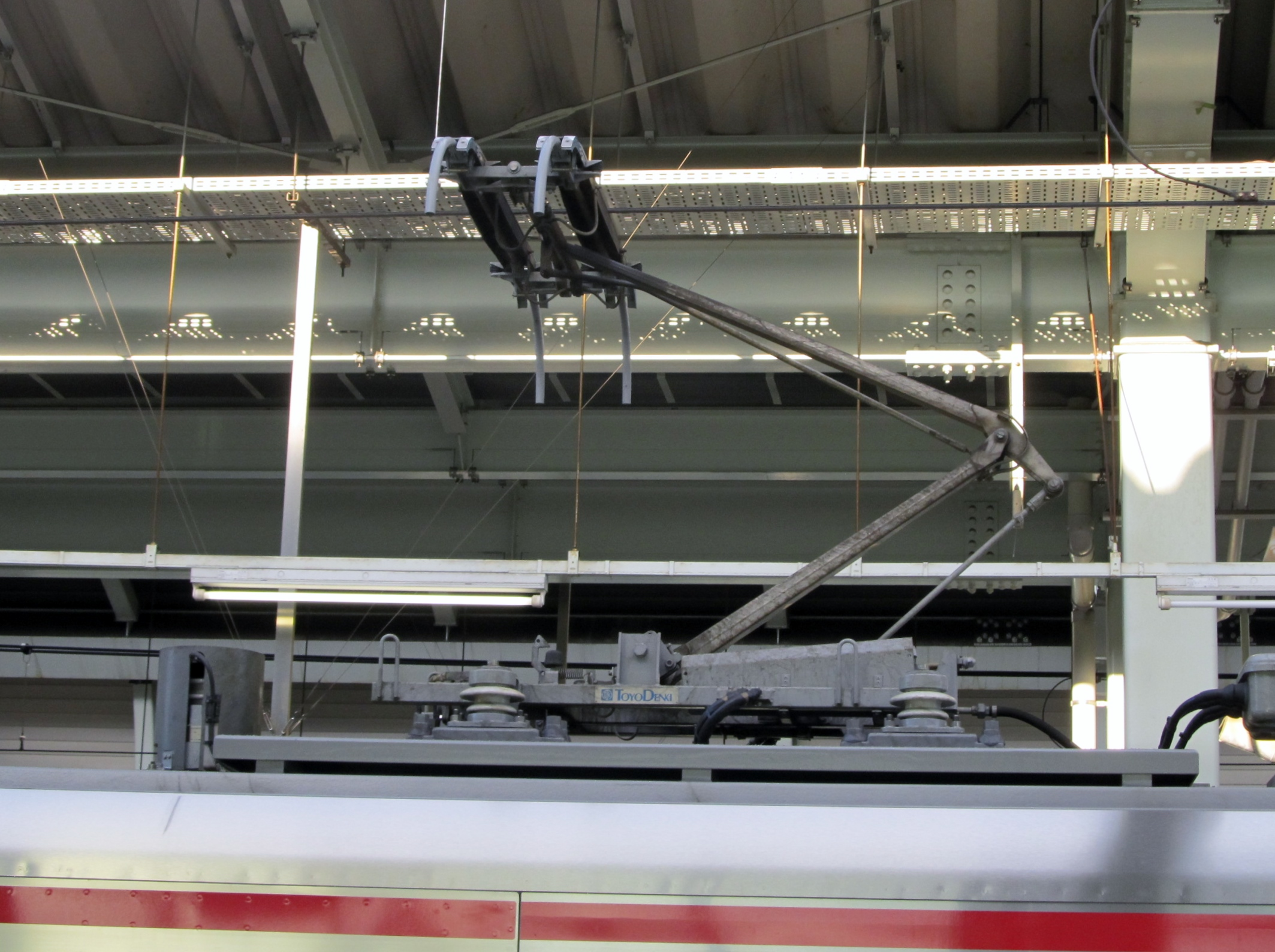
パンタグラフ
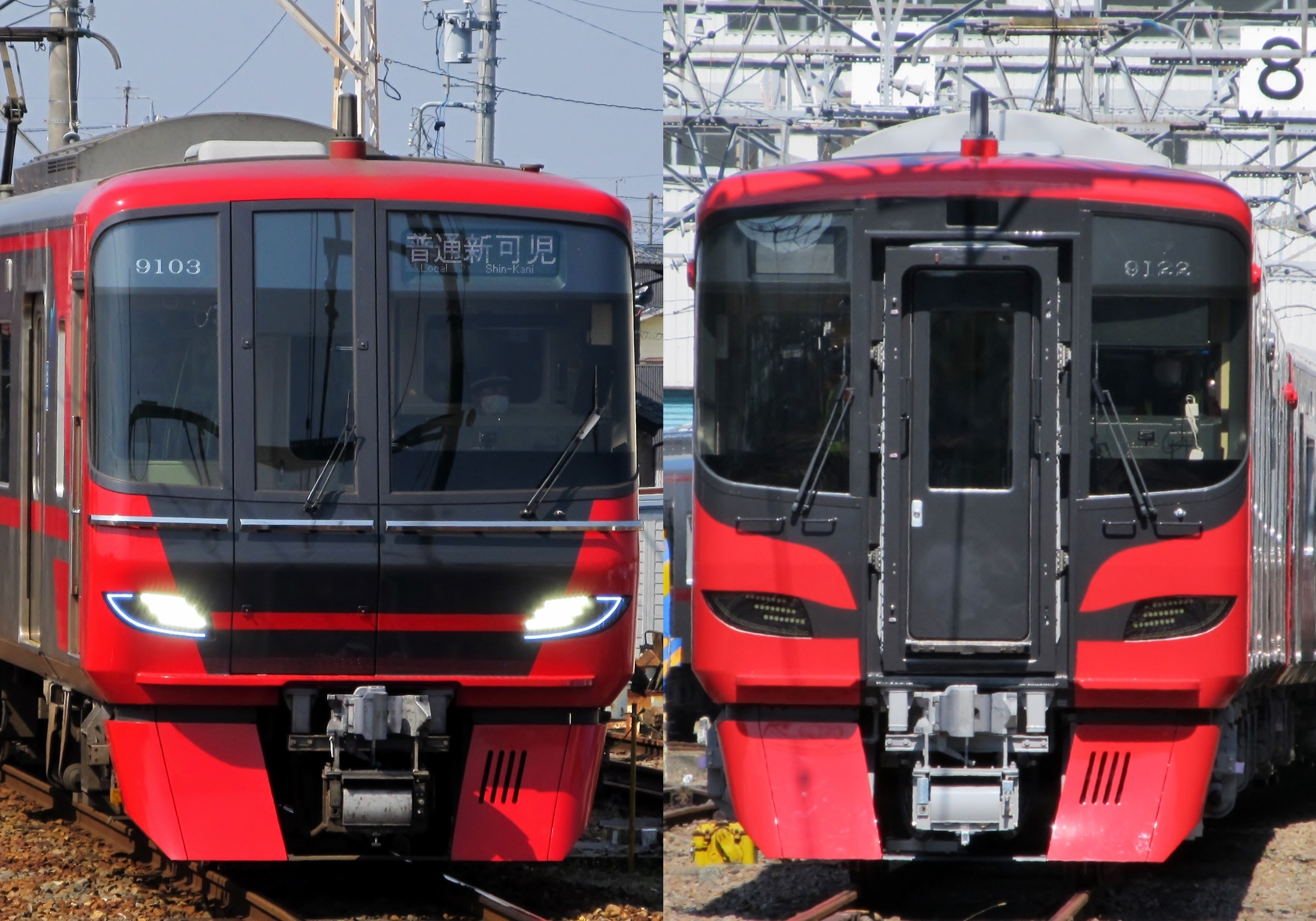
前面貫通扉の設計変更に伴うデザインの変化 （左・9103編成、右・9122編成）

### 内装
座席はオールロングシートで、扉間が8人掛、連結部寄りが5人掛、運転室寄りおよびフリースペース部は2人掛で、8人掛および5人掛はスタンションポールにより3+2+3席および3+2席に区切られている。座席のモケットはクロスチェック柄で、識別のため一般席は青、優先席は赤をベースとしている。室内の配色にはベージュを多用し、落ち着いた空間を演出している。室内照明はLED式で、停電時の予備灯は1両につき3ヶ所設置されている。
バリアフリー対応設備として全車両にフリースペースと優先席エリアを設けている。フリースペースは車椅子やベビーカーの利用を想定しており、同区画には車椅子固定ベルト、パネルヒーター、手すりを設置したほか、立席利用時のための腰当も装備している。優先席エリアは先述した座席の他に床や吊り手の配色を変えることで区画を目立たせている。このほか、吊り手の高さを1,580 mm （従来比50 mm下降）、荷棚の高さを1,750 mm （従来比45 mm下降）とすることで、小柄な利用客の利便性を向上させている。
各扉上にはLED式の扉開閉動作表示灯が取り付けられ、開閉のタイミングで点灯するほかチャイムによる注意喚起を行う。扉上部には車内案内表示装置と防犯カメラが千鳥配置されている。車内案内表示装置は17インチLCD画面によるトレインビジョンで、日本語、英語、中国語、朝鮮語の4カ国語に対応し、駅ナンバリングも併記して案内表示を行っている。
登場時は、インバウンド対応設備として公衆無線LANの「MEITETSU FREE Wi-Fi」を搭載しており、車内にステッカーも掲出された。しかし、同サービスの車両内提供は2023年3月1日より名鉄特急の特別車のみとなり、現在は使用できない。
運転関係機器については、9100系全編成と9500系第6編成以降の編成には扉開閉時に注意喚起する自動放送を扱えるボタンが設置された他、運転台には、将来のワンマン運転を見越して、ワンマン運転機器を設置できるよう、準備工事がされている。なお、準備工事がされている編成では、ワンマン運転機器を搭載してワンマン対応車に改造された編成も登場している。2025年導入の編成は地下鉄のワンマン運転と同じく、運転台のスイッチでドアの開閉ができるようになった。（名鉄線内では小牧線の300系のみ導入事例あり）ただし現時点では使われていないので、ワンマン運転中は従来と同じく車掌用ドアスイッチで開閉する。
2023年度増備の9500系第13編成と9100系第8編成からは、「車内非常用設備等の表示に関するガイドライン」を踏まえて、新製時より緊急時における非常用設備の設置位置や使用方法についての表示が変更されている。

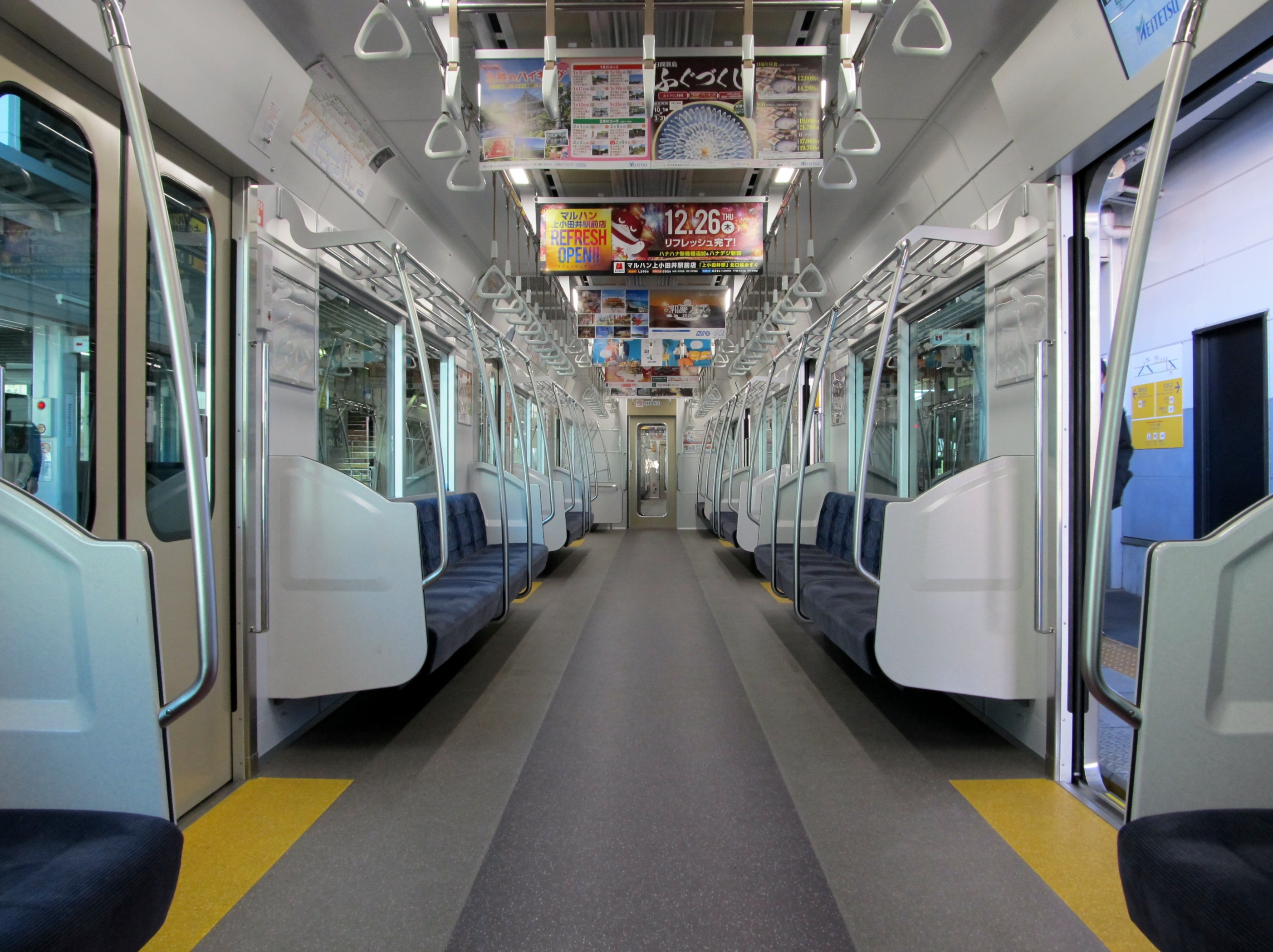
車内
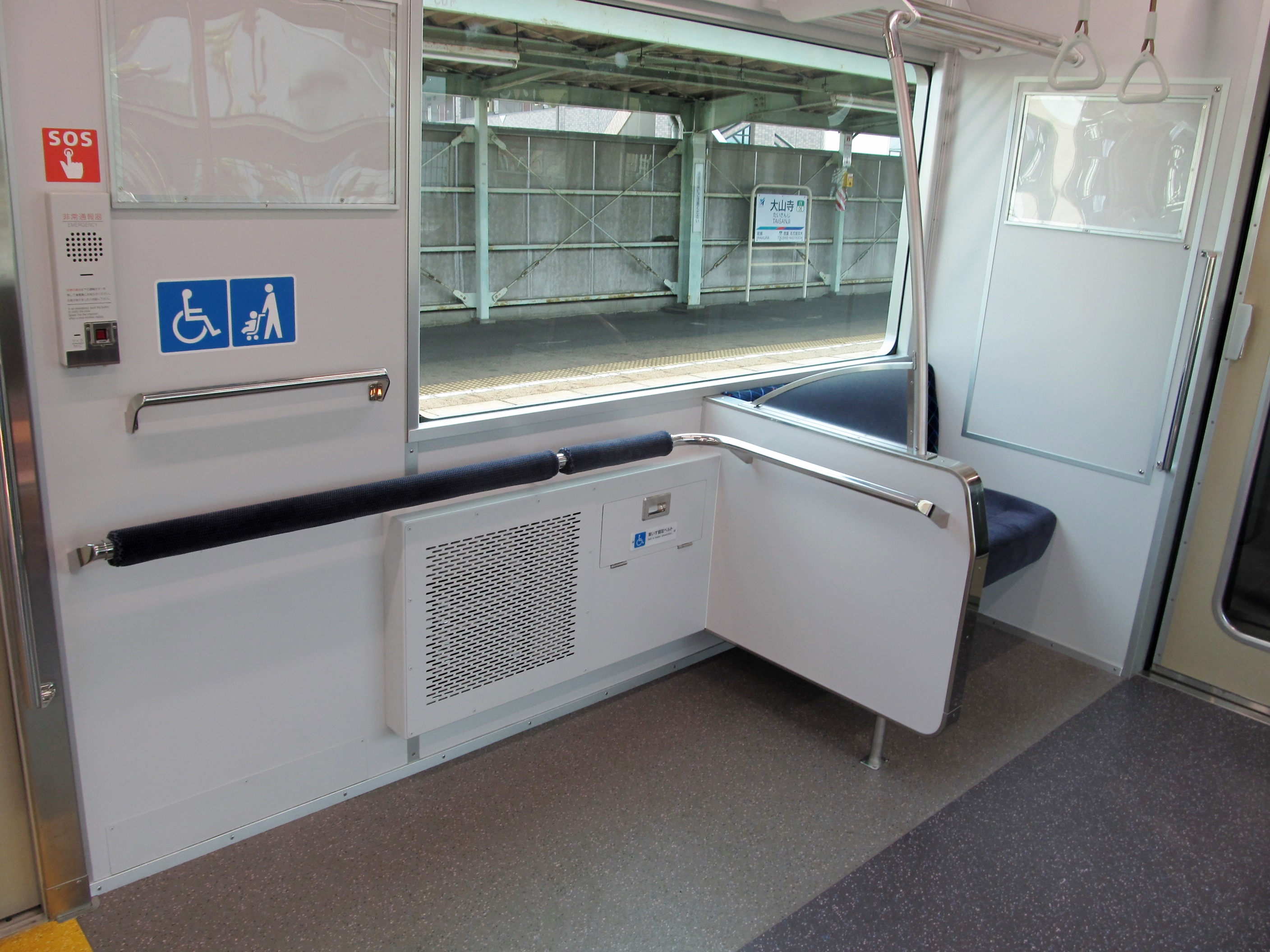
フリースペース
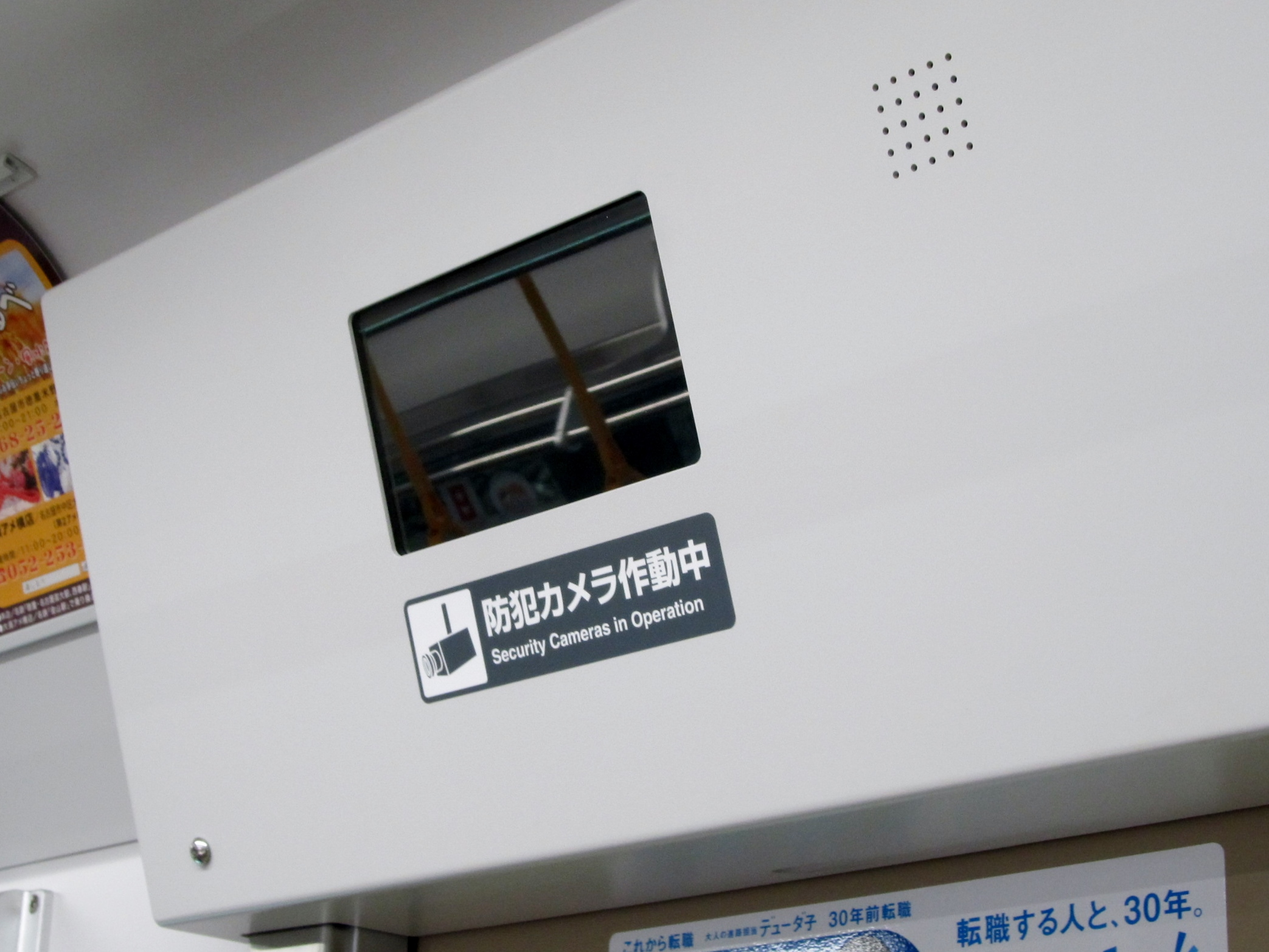
防犯カメラ
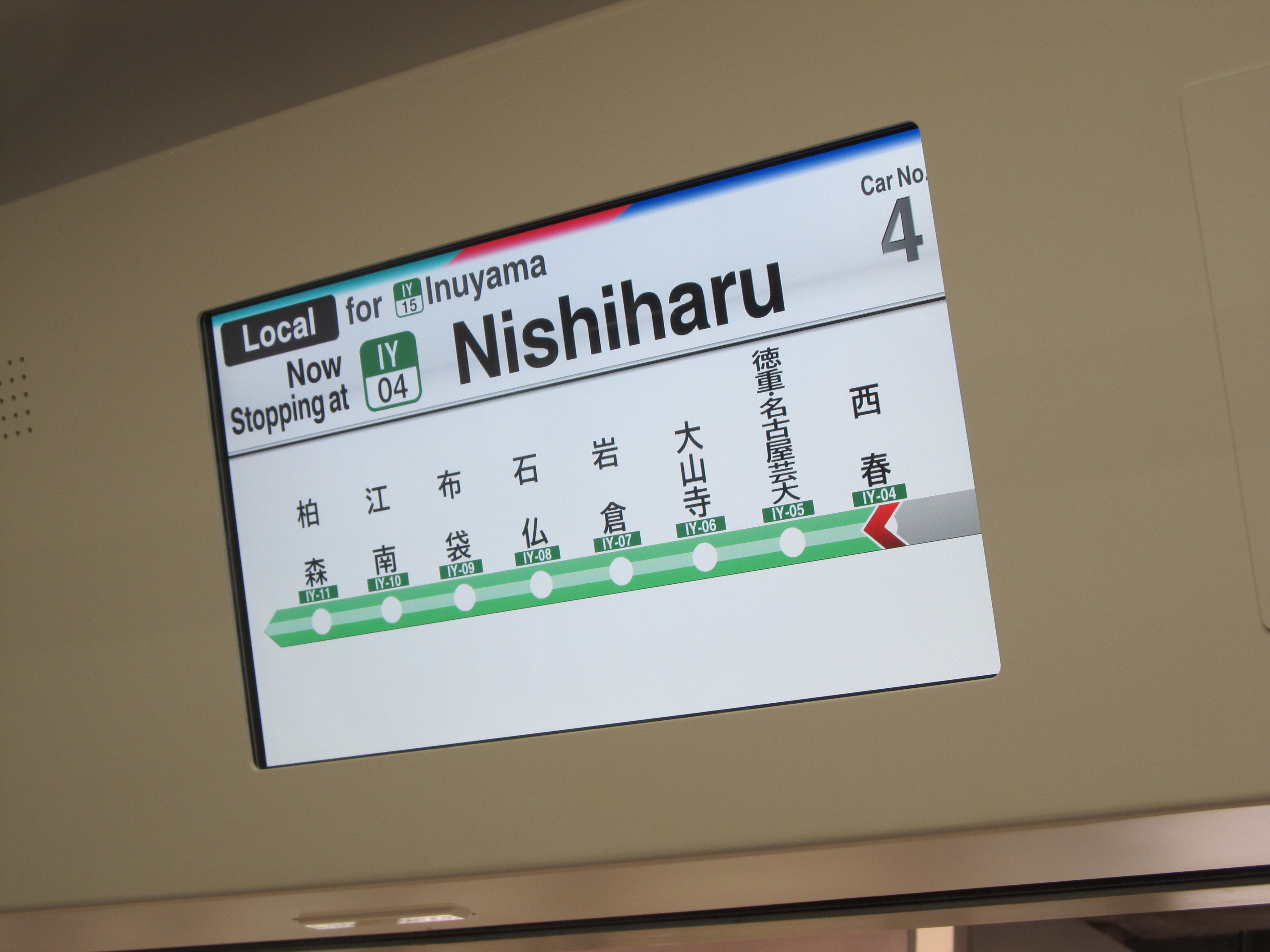
車内LCD

## 沿革
2019年3月25日に、「2019年度名古屋鉄道設備投資計画」の中で、9500系を導入することが発表された。
同年7月8日から9日にかけて、日本車輌製造から9501編成の甲種輸送が行われた。次いで同年10月15日から翌16日にかけて9502編成の、同年11月6日から7日にかけて9503編成・9504編成の甲種輸送が行われ、2019年導入予定の全編成が出揃った。

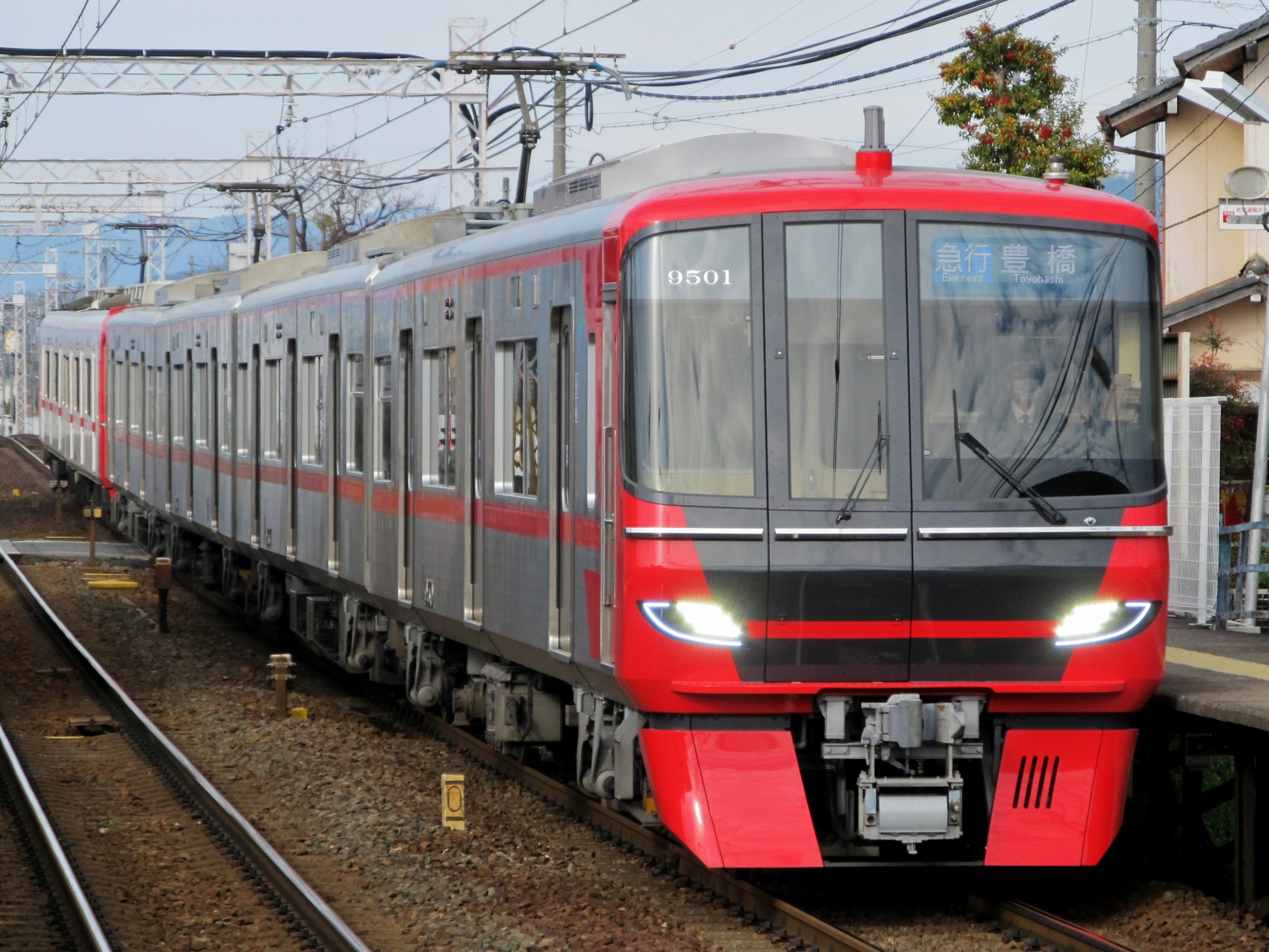
3100系新塗装との併結運転
（2019年12月 / 黒田駅）

営業運用開始は12月で、それまでに地上信号設備への影響を確認する誘導障害試験、脱線係数を確認するPQ測定、加速およびブレーキ性能を確認する走行性能試験などを行った。この4編成の導入により、5700・5300系の残存していた4編成は2019年11月から12月にかけて全編成廃車となった。3150系との併結試験も行われ、営業運転開始後は単独運用のほか同系を含む3500系、3700系、3300系といった本線系電気指令式ブレーキ車両との併結運用も実施されれている。2200系による特急・快速特急の増結車両として9100系が併結されることがあるほか、臨時列車として2000系と9500系による併結編成が組まれることもある。
2020年には4月に2次車9505編成が落成したほか、2両編成の9100系の製造も開始され、5月中旬に9101編成の2両が、9月23日から24日にかけて9102編成から9104編成までの3編成6両が甲種輸送された。9100系も、各種試験を経たのちの2021年1月より営業運転に入っている。
2021年度には9500系3編成12両と9100系2編成4両を順次投入。4月に9100系2編成と9500系1編成が、6月に残りの9500系2編成が、それぞれ日本車輌製造豊川製作所から納入。8月1日までに全編成とも運用を開始した。
2023年3月18日のダイヤ改正で各務原線および知多新線、2024年3月16日のダイヤ改正で広見線のワンマン運転が開始された。4両編成は9500系および3500系、2両編成は9100系（全てワンマン運転に対応した編成のみ）が充当されている。2024年の改正からは、2両編成での運行となった築港線でも運用されている。

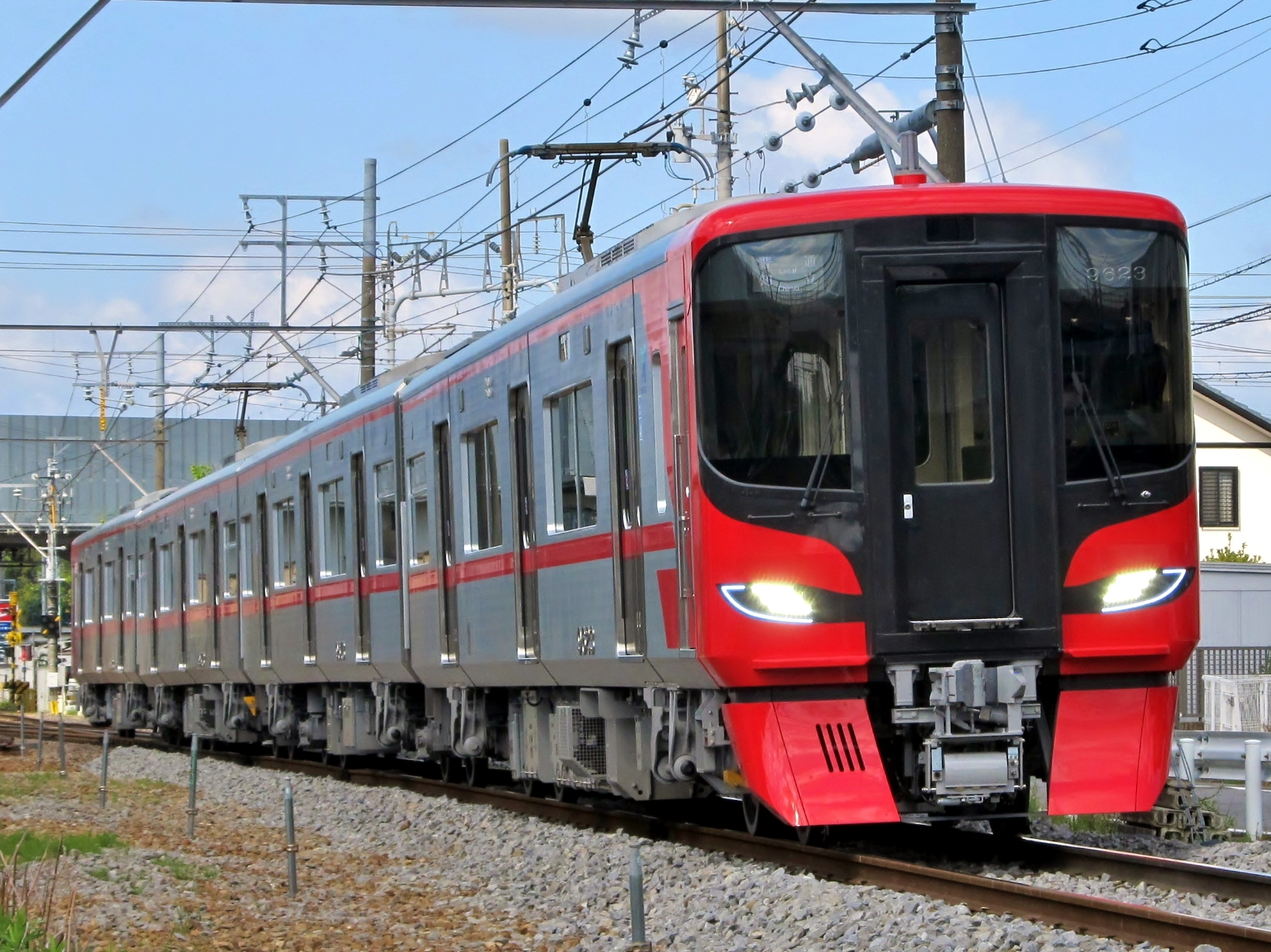
貫通扉構造を一新した9500系6次車
（2025年4月 / 重原駅 - 知立駅間）

2024年度は16両（うち9500系が3編成、9100系が2編成）の新造が設備投資計画で発表されたが、連結時に通り抜け可能にするために前面貫通扉の構造が変更された。車両番号も昨年度までの続番ではなく、21から付番された。2025年4月19日には新川検車支区にて9521編成のお披露目会が開催された。

## 編成表
凡例Tc …制御車、Mc …制御電動車、M …電動車、T…付随車
VVVF/SIV…制御装置・補助電源装置、CP…電動空気圧縮機、PT…集電装置
|            | ← 豊橋岐阜 → | ← 豊橋岐阜 → | ← 豊橋岐阜 → | ← 豊橋岐阜 → | 製造次数 | 落成日     | ワンマン対応 |
| 形式       | ク9500       | モ9550       | サ9650       | モ9600       | 製造次数 | 落成日     | ワンマン対応 |
| 区分       | Tc           | M            | T            | Mc           | 製造次数 | 落成日     | ワンマン対応 |
| 車両番号   | 9501         | 9551         | 9651         | 9601         | 1次車    | 2019/7/9   |              |
| 車両番号   | 9502         | 9552         | 9652         | 9602         | 1次車    | 2019/10/16 |              |
| 車両番号   | 9503         | 9553         | 9653         | 9603         | 1次車    | 2019/11/7  |              |
| 車両番号   | 9504         | 9554         | 9654         | 9604         | 1次車    | 2019/11/7  |              |
| 車両番号   | 9505         | 9555         | 9655         | 9605         | 2次車    | 2020/4/9   |              |
| 車両番号   | 9506         | 9556         | 9656         | 9606         | 3次車    | 2021/4/8   | 2023年度以前 |
| 車両番号   | 9507         | 9557         | 9657         | 9607         | 3次車    | 2021/6/10  | 2023年度以前 |
| 車両番号   | 9508         | 9558         | 9658         | 9608         | 3次車    | 2021/6/10  | 2023年度以前 |
| 車両番号   | 9509         | 9559         | 9659         | 9609         | 4次車    | 2022/4/14  | 2022/11/18   |
| 車両番号   | 9510         | 9560         | 9660         | 9610         | 4次車    | 2022/5/12  | 2022/12/23   |
| 車両番号   | 9511         | 9561         | 9661         | 9611         | 4次車    | 2022/5/12  | 2023/2/17    |
| 車両番号   | 9512         | 9562         | 9662         | 9612         | 4次車    | 2022/6/16  | 2023/9/25    |
| 車両番号   | 9513         | 9563         | 9663         | 9613         | 5次車    | 2023/6/22  | 2023/7/12    |
| 車両番号   | 9514         | 9564         | 9664         | 9614         | 5次車    | 2023/6/22  | 2023/7/7     |
| 車両番号   | 9515         | 9565         | 9665         | 9615         | 5次車    | 2023/8/1   | 2023/8/18    |
| 車両番号   | 9521         | 9571         | 9671         | 9621         | 6次車    | 2025/2/20  | 新製時から   |
| 車両番号   | 9522         | 9572         | 9672         | 9622         | 6次車    | 2025/3/27  | 新製時から   |
| 車両番号   | 9523         | 9573         | 9673         | 9623         | 6次車    | 2025/3/27  | 新製時から   |
| 搭載機器   | CP           | VVVF/SIV,PT  | CP           | VVVF/SIV,PT  |          |            |              |
| 重量       | 29.8 t       | 36.1 t       | 28.2 t       | 37.8 t       |          |            |              |
| 定員(座席) | 125 (44)     | 137 (49)     | 137 (49)     | 125 (44)     |          |            |              |

|            | ← 豊橋岐阜 → | ← 豊橋岐阜 → | 製造次数 | 落成日    | ワンマン対応 |
| 形式       | ク9100       | モ9200       | 製造次数 | 落成日    | ワンマン対応 |
| 区分       | Tc           | Mc           | 製造次数 | 落成日    | ワンマン対応 |
| 車両番号   | 9101         | 9201         | 1次車    | 2020/5/19 | 2023/5/16    |
| 車両番号   | 9102         | 9202         | 1次車    | 2020/9/24 | 2023/9/25    |
| 車両番号   | 9103         | 9203         | 1次車    | 2020/9/24 | 2023/10/2    |
| 車両番号   | 9104         | 9204         | 1次車    | 2020/9/24 | 2023/10/12   |
| 車両番号   | 9105         | 9205         | 2次車    | 2021/4/8  | 2023/10/27   |
| 車両番号   | 9106         | 9206         | 2次車    | 2021/4/8  | 2023/12/25   |
| 車両番号   | 9107         | 9207         | 3次車    | 2022/6/16 | 2023/12/7    |
| 車両番号   | 9108         | 9208         | 4次車    | 2023/8/1  |              |
| 車両番号   | 9109         | 9209         | 4次車    | 2023/9/14 |              |
| 車両番号   | 9110         | 9210         | 4次車    | 2023/9/14 |              |
| 車両番号   | 9121         | 9221         | 5次車    | 2025/2/20 | 新製時から   |
| 車両番号   | 9122         | 9222         | 5次車    | 2025/2/20 | 新製時から   |
| 搭載機器   | CP           | VVVF/SIV,PT  |          |           |              |
| 定員(座席) | 125 (44)     | 125 (44)     |          |           |              |